# Danilo Türk
Danilo Türk (Maribor, 19 febbraio 1952) è un politico e diplomatico sloveno.
È stato il terzo Presidente della Repubblica di Slovenia.

## Biografia
Ambasciatore presso le Nazioni Unite tra il 1992 e il 2000, ha ricoperto la carica di assistente del Segretario Generale per gli Affari Politici (2000-2005). Dal 2005 al 2007 è stato professore di diritto internazionale presso la Facoltà di Legge dell'Università di Lubiana.
Nel giugno 2007 si è candidato alle elezioni presidenziali slovene con l'appoggio dei Socialdemocratici (SD), dei pensionati del DeSUS e del neonato partito Zares, oltre a quello dell'alleanza non parlamentare dei Cristiano-Socialisti e Democratici.
Nel primo turno delle presidenziali (21 ottobre 2007) è giunto al secondo posto con il 24,54% delle preferenze, cosa che gli ha consentito di partecipare al ballottaggio con il candidato di Nuova Slovenia, l'ex primo ministro Lojze Peterle che si era piazzato al primo posto con il 28,50% dei voti. Al ballottaggio, Türk è stato appoggiato anche dalla Democrazia Liberale di Slovenia.
In base ai risultati del secondo turno, svoltosi l'11 novembre 2007, Türk ha ottenuto una schiacciante vittoria (68,3% dei voti), diventando così il terzo presidente della Slovenia, succedendo a Janez Drnovšek in carica dal 2002.
Si ricandida nel 2012, ma ottiente questa volta una schiacciante sconfitta (32,56% dei voti) contro l'ex premier Borut Pahor (67,44% dei voti).